# Ліонський університет
Ліонський університет (фр. L'universite de Lyon) — один з найбільших університетів Франції, який налічує близько 127 000 студентів.

## Історія університету
Ліонський університет бере свою історію з 1809 року, коли в Ліоні були засновані факультети філології, природничих наук і теології. У 1874—1875 рр. при університетові відкрилися медичний та правовий факультети. У 1896 році всі факультети були об'єднані в єдиний структурний підрозділ.
У 60-х рр. ХХ століття Ліонський університет розділився на 2 університети. У складі Ліонського університету-1 — факультет медицини і фармакології (інститути гідрології, терапії і кліматології, тропічної медицини, соціальної медицини, стоматологічний, аудіофонології, серцево-судинних захворювань, промислової фармакології, центр медичної генетики, школа лікувальної гімнастики) і факультет природничих наук (відділення математики, фізики, хімії, біології, наук про Землю, біодинаміки, психопедагогіки, ядерної фізики, інститути метеорології і кліматології, фінансових і страхових наук, вища школа промислової хімії, університетський науковий колеж Сент-Етьенн, морська біологічна станція, астрономічна обсерваторія, науково-дослідний центр математики і фізики в Бейруті).
У складі Ліонського університету-2 — факультет права і економічних наук (інститути політичних наук, економічних досліджень, порівняльного права, адміністративних наук, юридичних досліджень, праці і соціального страхування, адміністрації і управління підприємствами, досліджень народонаселення і міжнародних відносин, юридичних і економічних наук Луари, університетський колеж права і економічних наук Сент-Етьенн) і факультет літератури і гуманітарних наук (відділення психології, соціології, філософії, педагогіки, довкілля, університетський технологічний інститут у Війербанні).
У 1972 в Ліонському університеті навчалося понад 22 тис. студентів, працювало більше 1 тис. викладачів, у тому числі близько 200 професорів. В університеті 7 найбільших спеціалізованих бібліотек. Університет видає журнали і бюлетені. Примітно й те, що в університеті працював лауреат Нобелівської премії хімік-органік Ф. Гриньяр.